# José Álvarez de Toledo y Silva
José Álvarez de Toledo y Silva (Madrid; 14 de agosto de 1826 - 15 de febrero de 1900), XVIII duque de Medina Sidonia y grande de España, también conocido por el título de duque de Fernandina que llevó en vida de su padre y familiarmente como «Pepe Fernandina» o «Pepe Medina Sidonia», fue un aristócrata español, senador en las Cortes de la Restauración, que desempeñó los importantes cargos cortesanos de jefe superior de Palacio y caballerizo mayor durante la regencia de María Cristina.

## Biografía

### Primeros años. El exilio carlista de los Villafranca
Primogénito de una de las principales familias de la Grandeza española, fue hijo de Pedro de Alcántara Álvarez de Toledo, marqués de Villafranca y de los Vélez, duque de Medina Sidonia, y su esposa Joaquina de Silva y Téllez-Girón. Nació en el palacio familiar de Madrid el 14 de agosto de 1826, y el propio día le bautizaron en la vecina iglesia de San Andrés con los nombres de José y Joaquín, éste en honor de su abuela materna la marquesa de Santa Cruz, que fue la madrina. Como heredero de la Casa, ostentaba los títulos de duque de Fernandina y conde de Niebla. 
Instalada la familia en Nápoles desde el estallido de la guerra carlista, su padre se acercó progresivamente a la causa de don Carlos: primero la financió en secreto y en 1836 la abrazó abiertamente, pues se unió al cuartel general del pretendiente en los prolegómenos de la Expedición Real. En consecuencia, el gobierno cristino decretó el secuestro de todos sus bienes en España, lo que colocó a los Villafranca en una delicada posición económica, salvada sólo por sus numerosas posesiones en el reino de las Dos Sicilias, libres del embargo. 
El marqués de Villafranca desempeñó importantes misiones diplomáticas para el pretendiente en las cortes de San Petersburgo y Viena. A esta última le siguieron la marquesa y sus hijos, por lo que el duque de Fernandina se educó en la Academia militar teresiana y tras graduarse formó parte del regimiento de dragones del príncipe de Windisch-Graetz, de 1844 a 1845.
Nápoles, no obstante, continuó siendo la base familiar y allí vivían sus tíos gemelos el duque de Bivona y el conde de Scláfani -marido además de su hermana Teresa-, y sus otras hermanas adultas la princesa Colonna y la condesa de Collesano, esposas de dos destacados nobles napolitanos. En esa ciudad vemos al duque de Fernandina en 1847, ya casado con su prima Rosalía Caro, hija del también carlista marqués de la Romana y de su tía Tomasa, hermana de su padre. Así lo reseña en su correspondencia Juan Valera, entonces agregado en la embajada española y amigo del duque.
La guerra había terminado en 1840, y conforme al convenio de Vergara los partidarios carlistas que reconociesen a Isabel II podían mantener sus cargos y empleos, así como recuperar lo requisado durante la contienda. El marqués no quiso acogerse a la amnistía y continuó en el exilio sirviendo de consejero a don Carlos y después a su hijo el conde de Montemolín tras la abdicación de 1845. Fernandina no compartía la decisión de su padre, presionó para hacerle cambiar de opinión y medió con el gobierno para lograr su indulto y el levantamiento del secuestro de sus bienes.  Su interlocutor fue precisamente el duque de Rivas, embajador en Nápoles y jefe de Valera, que en octubre de 1847 escribe al general Narváez, presidente del Consejo de Ministros:

Mi estimadísimo amigo, pariente y Jefe: me tomo la libertad de recomendar a Ud. muy particularmente al Excmo. Señor Duque de Fernandina, Conde de Niebla, primogénito de la casa de Villafranca. Llegado a la mayor edad, por haber por haber contraido matrimonio con la hija del Marqués de la Romana, ha reconocido a nuestra Reina, y prestado el juramento de fidelidad en mis manos, y va a esa como buen español, a reclamar los bienes que le pertenecen.

Así, el duque de Fernandina regresa a España y obtiene la restitución del patrimonio familiar, en el que había que desembrollar numerosas cuestiones surgidas de la abolición del régimen señorial, así como su reparto entre todos los herederos del anterior marqués de Villafranca, por de la desvinculación de los mayorazgos. Su padre, en cambio, permanece al lado de Montemolín, basculando entre Londres, Bruselas y Nápoles.

### El duque de Fernandina en la corte y sociedad española
Enfrascado en sus asuntos patrimoniales, Fernandina se establece en Madrid, en su casa de la calle don Pedro, y emprende la rehabilitación del palacio sanluqueño. Por fin, en 1851, el marqués de Villafranca sigue sus pasos: tras el fracaso de la segunda insurrección carlista, abandona la causa, presta obediencia a Isabel II y vuelve a España. Su hijo comienza entonces a recibir las distinciones propias de su rango como primogénito de una casa de la primera Grandeza: el hábito de la orden de Calatrava, ese mismo año, y la llave de gentilhombre de cámara en 1856.

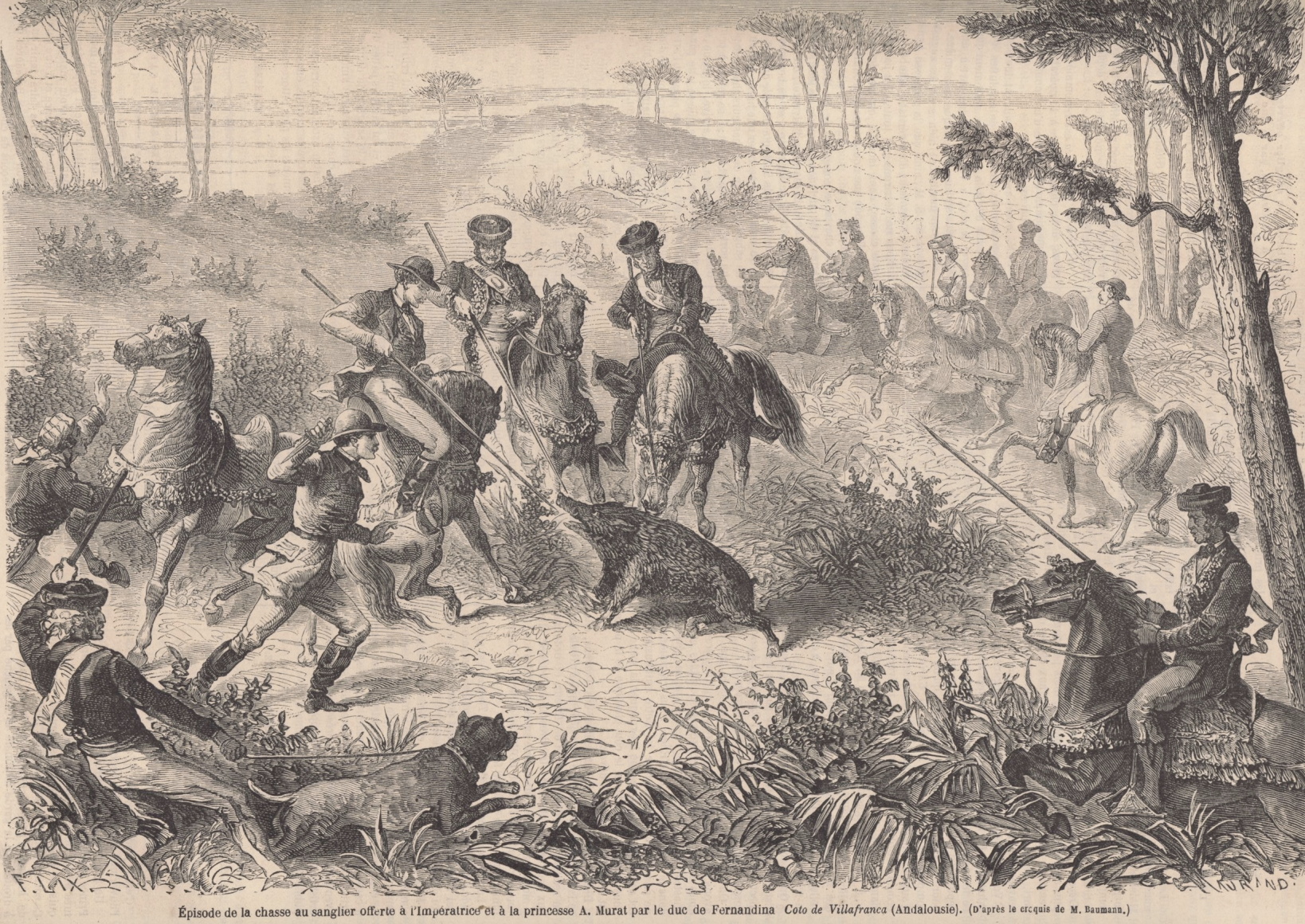
Episodio de la cacería que el duque de Fernandina dio en Doñana en honor de Eugenia de Montijo. Grabado de Charles Maurand para Le Monde Illustré (1863).

Los duques de Fernandina se integran por completo en la vida mundana madrileña. En la prensa de la época podemos encontrarlos en la boda de la infanta Amalia con el príncipe Adalberto de Baviera, en los bailes de palacio -donde en el duque valsea con la reina- y en las recepciones y veladas teatrales de la duquesa de Medinaceli o la condesa de Montijo, en su célebre quinta de Carabanchel. Pepe Fernandina, distinguido por su apariencia física y apostura, era además un reputado jinete, y a la duquesa Rosalía se la consideró la «primera amazona del reino».
Una de los acontecimientos de mayor brillo social tuvo lugar durante la visita a España de su pariente la emperatriz Eugenia en 1863, la única que hizo como consorte de Napoleón III. A su paso por Sevilla, Fernandina organizó una fastuosa montería en el coto de Doñana, la vasta finca familiar a orillas del Guadalquivir. El duque lanceó un jabalí con gran temeridad y gallardía, según relataron minuciosamente los periódicos franceses y españoles. En vista del éxito, al año siguiente ofreció a la emperatriz una «cacería a la española» en Versalles, a su costa, con caballos, perros y garrochistas andaluces que hizo fletar en tren para la ocasión.
En menos de una década, la posición de los Villafranca está completamente restablecida. Aunque el marqués mantiene un perfil bajo y reside principalmente en Andalucía, se le conceden prerrogativas acordes a su estatus: en 1860 es nombrado senador por derecho propio, como Grande, según lo previsto en la Constitución vigente, y en 1862 recibe la gran cruz de la orden de Carlos III. En 1865, Fernandina ingresa también en el Senado, por idéntica vía que su padre, tras cederle éste su título de marqués de los Vélez, con grandeza de España. Del mismo modo, los hermanos pequeños Alonso y Pedro fueron investidos con los marquesados de Martorell y de Valdueza, y emparentaron con destacadas familias isabelinas por sus respectivos matrimonios con una nieta del marqués de Miraflores y una hija del general Lara.

### Duque de Medina Sidonia
En enero de 1867 murió el marqués de Villafranca. Al sucederle, su hijo decidió anteponer los títulos de la casa de Medina Sidonia -duque el titular y conde de Niebla el primogénito- a los de los Villafranca -marqués y duque de Fernandina el heredero-, contrariamente a lo que habían hecho sus predecesores desde la confluencia de ambas casas a finales del siglo XVIII. Así, el nuevo duque de Medina Sidonia quiso poner en valor la mayor antigüedad y significación histórica de esta familia, y posiblemente también evitar las reminiscencias carlistas del título de marqués de Villafranca.
Su vida pública se vio interrumpida por la revolución de 1868, que derrocó a Isabel II, y durante el breve reinado de Amadeo de Saboya y el periodo republicano que la siguieron. Con la restauración monárquica de 1875, Medina Sidonia vuelve a la palestra. De hecho, se encuentra entre los Grandes designados por el Ministerio-Regencia para recibir a Alfonso XII en Valencia, a su llegada a territorio español, y acompañarlo hasta su triunfante entrada en Madrid. Candidato de los conservadores de Cánovas, en las elecciones del año siguiente resulta elegido senador por la provincia de Cádiz, donde era el mayor propietario y principal contribuyente. Sin embargo, el duque apenas desarrolló actividad parlamentaria ni tuvo un perfil político, que más adelante si tendría su hijo el conde de Niebla, militante del partido liberal y eterno diputado a Cortes por el distrito de Medina Sidonia (de 1885 a 1895, casi en continuo), en el sistema caciquista que fue paradigmático de la Restauración.
El duque de Medina Sidonia se centra en su carrera cortesana, jalonada por la desgracia familiar en 1880, con el accidente que mató a su hijo segundo el marqués de Molina, de apenas dieciocho años de edad. En un contexto de absoluta preponderancia del marqués de Alcañices, íntimo y confidente del rey, los Medina Sidonia desempeñan destacadas funciones palaciegas, como acompañar a los reyes en su viaje a Portugal de 1882, o durante la visita que los soberanos lusos rindieron de vuelta a Madrid, en la que duquesa fue la dama particular de la reina María Pía. Asimismo, en 1883 el duque asiste a la coronación del zar Alejandro III en Moscú, formando parte de la delegación española que encabeza el duque de Montpensier y de la que también era miembro su primo el marqués de Casa Fuerte.
Esta elección se debió sin duda a su particular cercanía con los Montepensier, que tenían su residencia de verano en Sanlúcar de Barrameda, justo al lado del vetusto palacio de los Medina Sidonia. De hecho, cuando la familia real visitó Sanlúcar en 1882 con motivo del compromiso de la infanta Eulalia con su primo el infante Antonio de Orleans, hijo de los Montpensier, fueron todos agasajados por los Medina Sidonia y los condes de Niebla con una espléndida montería en Doñana, como la organizada años atrás para la emperatriz. Además, el marqués de Valdueza, hermano del duque, acabaría siendo nombrado Jefe de la Casa de estos infantes.
El ascenso definitivo de Medina Sidonia vino marcado por la muerte del rey en noviembre de 1885. Su viuda, la reina María Cristina, ahora regente en nombre del todavía nonato Alfonso XIII, no tenía en gran estima al marqués del Alcañices, al que culpaba de las disolutas costumbres de su difunto marido, y lo cesó fulminantemente del liderazgo palatino. Sus cargos se repartieron de la siguiente forma: el de jefe superior de Palacio pasó al marqués de Santa Cruz, hasta entonces mayordomo mayor de la reina, y la mayordomía mayor del rey -interina, por encontrarse el reino en regencia- junto al oficio de caballerizo mayor pasaron al duque de Medina Sidonia, que se perfilaba además como eventual sucesor de su tío Santa Cruz.

## Familia

### Matrimonio e hijos
El duque contrajo matrimonio en Erpel (Prusia), el 26 de septiembre de 1846, con su prima hermana Rosalía Caro y Álvarez de Toledo, hija de Pedro Caro y Salas, IV marqués de la Romana, grande de España, y de María Tomasa Álvarez de Toledo y Palafox, hermana de su padre. Hijos:
- María (1847-1929), intitulada XXII condesa de Adernò por cesión que le hizo el duque de su pretensión a esta merced. Se casó con Ortuño de Ezpeleta, V conde de Echauz, después IV duque de Castroterreño y grande de España. Era hijo de José María de Ezpeleta, II conde de Ezpeleta de Veire, grande de España, y de María Soledad de Samaniego y Asprer. Con sucesión.
- Alonso (1850-1897), XXII conde de Niebla y, por cesión de su padre en 1892, XV marqués de los Vélez y grande de España. Marido de María Trinidad Caballero y Muguiro, hija de Andrés Caballero, I marqués de Somosancho, y de Josefa Muguiro y Uriarte, murió sin descendencia antes de suceder la Casa.
- Inés (1857-1937), XVI marquesa de Cazaza en África por rehabilitación del título en 1891. Mujer de Fernando Ramírez de Haro y Patiño, que tras la muerte de su padre fue XIII conde de Villariezo y, a partir de 1916, también XIII conde de Bornos y grande de España. Hijo de Fernando Ramírez de Haro, XII conde de Villariezo, de los condes de Bornos, y de María del Patrocinio Patiño y Osorio, de los marqueses de Castelar. Con sucesión.
- José (1862-1880), XVII marqués de Molina en sucesión de su abuelo en 1868. Muerto soltero.
- Joaquín (1865-1915), XVIII marqués de Molina desde 1882 en sucesión de su hermano y luego en 1901, XIX duque de Medina Sidonia y grande de España. Casado con su prima Rosalía Caro y Caro, hija de Carlos Caro, XVIII conde de Caltavuturo, de los marqueses de la Romana, hermano de su madre, y de María de la Encarnación Caro y Gumucio. Con sucesión.

### Antepasados
| \| \| \| \| \| \| \| \| \| \| \| \| \| \| \| \| \| \| \| \| 16. Fadrique Vicente de Toledo Osorio, IX marqués de Villafranca \| \| \| \| \| \| \| \| \| \| \| \| \| \| \| \| \| \| \| \| \| \| \| \| \| \| \| \| \| \| \| \| \| \| \| \| \| \| \| \| \| \| \| \| \| \| \| \| \| \| \| \| \| \| 8. Antonio Álvarez de Toledo Osorio, X marqués de Villafranca \| \| \| \| \| \| \| \| \| \| \| \| \| \| \| \| \| \| \| \| \| \| \| \| \| \| \| \| \| \| \| \| \| \| \| \| \| \| \| \| \| \| \| \| \| \| \| \| \| \| \| \| \| \| 17. Juana Pérez de Guzmán y Silva \| \| \| \| \| \| \| \| \| \| \| \| \| \| \| \| \| \| \| \| \| \| \| \| \| \| \| \| \| \| \| \| \| \| \| \| \| \| \| \| \| \| \| \| \| \| \| \| \| \| \| \| \| \| 4. Francisco de Borja Álvarez de Toledo, XII marqués de Villafranca \| \| \| \| \| \| \| \| \| \| \| \| \| \| \| \| \| \| \| \| \| \| \| \| \| \| \| \| \| \| \| \| \| \| \| \| \| \| \| \| \| \| \| \| \| \| \| \| \| \| \| \| \| \| 18. Francisco Gonzaga, I duque de Solferino \| \| \| \| \| \| \| \| \| \| \| \| \| \| \| \| \| \| \| \| \| \| \| \| \| \| \| \| \| \| \| \| \| \| \| \| \| \| \| \| \| \| \| \| \| \| \| \| \| \| \| \| \| \| 9. María Antonia Gonzaga y Caracciolo \| \| \| \| \| \| \| \| \| \| \| \| \| \| \| \| \| \| \| \| \| \| \| \| \| \| \| \| \| \| \| \| \| \| \| \| \| \| \| \| \| \| \| \| \| \| \| \| \| \| \| \| \| \| 19. Julia Caracciolo \| \| \| \| \| \| \| \| \| \| \| \| \| \| \| \| \| \| \| \| \| \| \| \| \| \| \| \| \| \| \| \| \| \| \| \| \| \| \| \| \| \| \| \| \| \| \| \| \| \| \| \| \| \| 2. Pedro de Alcántara Álvarez de Toledo, XIII marqués de Villafranca \| \| \| \| \| \| \| \| \| \| \| \| \| \| \| \| \| \| \| \| \| \| \| \| \| \| \| \| \| \| \| \| \| \| \| \| \| \| \| \| \| \| \| \| \| \| \| \| \| \| \| \| \| \| 20. Joaquín Antonio de Palafox, VI marqués de Ariza \| \| \| \| \| \| \| \| \| \| \| \| \| \| \| \| \| \| \| \| \| \| \| \| \| \| \| \| \| \| \| \| \| \| \| \| \| \| \| \| \| \| \| \| \| \| \| \| \| \| \| \| \| \| 10. Felipe de Palafox y Croy \| \| \| \| \| \| \| \| \| \| \| \| \| \| \| \| \| \| \| \| \| \| \| \| \| \| \| \| \| \| \| \| \| \| \| \| \| \| \| \| \| \| \| \| \| \| \| \| \| \| \| \| \| \| 21. Princesa Mariana Carlota de Croy \| \| \| \| \| \| \| \| \| \| \| \| \| \| \| \| \| \| \| \| \| \| \| \| \| \| \| \| \| \| \| \| \| \| \| \| \| \| \| \| \| \| \| \| \| \| \| \| \| \| \| \| \| \| 5. María Tomasa Palafox y Portocarrero \| \| \| \| \| \| \| \| \| \| \| \| \| \| \| \| \| \| \| \| \| \| \| \| \| \| \| \| \| \| \| \| \| \| \| \| \| \| \| \| \| \| \| \| \| \| \| \| \| \| \| \| \| \| 22. Cristóbal Portocarrero, VI marqués de Valderrábano \| \| \| \| \| \| \| \| \| \| \| \| \| \| \| \| \| \| \| \| \| \| \| \| \| \| \| \| \| \| \| \| \| \| \| \| \| \| \| \| \| \| \| \| \| \| \| \| \| \| \| \| \| \| 11. María Francisca de Sales Portocarrero, VI condesa de Montijo \| \| \| \| \| \| \| \| \| \| \| \| \| \| \| \| \| \| \| \| \| \| \| \| \| \| \| \| \| \| \| \| \| \| \| \| \| \| \| \| \| \| \| \| \| \| \| \| \| \| \| \| \| \| 23. María Josefa López de Zúñiga y Pacheco \| \| \| \| \| \| \| \| \| \| \| \| \| \| \| \| \| \| \| \| \| \| \| \| \| \| \| \| \| \| \| \| \| \| \| \| \| \| \| \| \| \| \| \| \| \| \| \| \| \| \| \| \| \| 1. José Álvarez de Toledo, XVIII duque de Medina Sidonia \| \| \| \| \| \| \| \| \| \| \| \| \| \| \| \| \| \| \| \| \| \| \| \| \| \| \| \| \| \| \| \| \| \| \| \| \| \| \| \| \| \| \| \| \| \| \| \| \| \| \| \| \| \| 24. Pedro de Silva Bazán, VIII marqués de Santa Cruz \| \| \| \| \| \| \| \| \| \| \| \| \| \| \| \| \| \| \| \| \| \| \| \| \| \| \| \| \| \| \| \| \| \| \| \| \| \| \| \| \| \| \| \| \| \| \| \| \| \| \| \| \| \| 12. José Joaquín de Silva Bazán, IX marqués de Santa Cruz \| \| \| \| \| \| \| \| \| \| \| \| \| \| \| \| \| \| \| \| \| \| \| \| \| \| \| \| \| \| \| \| \| \| \| \| \| \| \| \| \| \| \| \| \| \| \| \| \| \| \| \| \| \| 25. María Cayetana Sarmiento, VI condesa de Pie de Concha \| \| \| \| \| \| \| \| \| \| \| \| \| \| \| \| \| \| \| \| \| \| \| \| \| \| \| \| \| \| \| \| \| \| \| \| \| \| \| \| \| \| \| \| \| \| \| \| \| \| \| \| \| \| 6. José Gabriel de Silva Bazán, X marqués de Santa Cruz \| \| \| \| \| \| \| \| \| \| \| \| \| \| \| \| \| \| \| \| \| \| \| \| \| \| \| \| \| \| \| \| \| \| \| \| \| \| \| \| \| \| \| \| \| \| \| \| \| \| \| \| \| \| 26. Conde Manuel Filiberto de Waldstein \| \| \| \| \| \| \| \| \| \| \| \| \| \| \| \| \| \| \| \| \| \| \| \| \| \| \| \| \| \| \| \| \| \| \| \| \| \| \| \| \| \| \| \| \| \| \| \| \| \| \| \| \| \| 13. Condesa Mariana de Waldstein \| \| \| \| \| \| \| \| \| \| \| \| \| \| \| \| \| \| \| \| \| \| \| \| \| \| \| \| \| \| \| \| \| \| \| \| \| \| \| \| \| \| \| \| \| \| \| \| \| \| \| \| \| \| 27. Princesa Mariana Teresa de Liechtenstein \| \| \| \| \| \| \| \| \| \| \| \| \| \| \| \| \| \| \| \| \| \| \| \| \| \| \| \| \| \| \| \| \| \| \| \| \| \| \| \| \| \| \| \| \| \| \| \| \| \| \| \| \| \| 3. Joaquina de Silva y Téllez-Girón \| \| \| \| \| \| \| \| \| \| \| \| \| \| \| \| \| \| \| \| \| \| \| \| \| \| \| \| \| \| \| \| \| \| \| \| \| \| \| \| \| \| \| \| \| \| \| \| \| \| \| \| \| \| 28. Pedro Zoilo Téllez-Girón, VIII duque de Osuna \| \| \| \| \| \| \| \| \| \| \| \| \| \| \| \| \| \| \| \| \| \| \| \| \| \| \| \| \| \| \| \| \| \| \| \| \| \| \| \| \| \| \| \| \| \| \| \| \| \| \| \| \| \| 14. Pedro de Alcántara Téllez-Girón, IX duque de Osuna \| \| \| \| \| \| \| \| \| \| \| \| \| \| \| \| \| \| \| \| \| \| \| \| \| \| \| \| \| \| \| \| \| \| \| \| \| \| \| \| \| \| \| \| \| \| \| \| \| \| \| \| \| \| 29. María Vicenta Pacheco Téllez-Girón \| \| \| \| \| \| \| \| \| \| \| \| \| \| \| \| \| \| \| \| \| \| \| \| \| \| \| \| \| \| \| \| \| \| \| \| \| \| \| \| \| \| \| \| \| \| \| \| \| \| \| \| \| \| 7. Joaquina Téllez-Girón, II condesa de Osilo \| \| \| \| \| \| \| \| \| \| \| \| \| \| \| \| \| \| \| \| \| \| \| \| \| \| \| \| \| \| \| \| \| \| \| \| \| \| \| \| \| \| \| \| \| \| \| \| \| \| \| \| \| \| 30. Francisco Pimentel, XIV conde de Benavente \| \| \| \| \| \| \| \| \| \| \| \| \| \| \| \| \| \| \| \| \| \| \| \| \| \| \| \| \| \| \| \| \| \| \| \| \| \| \| \| \| \| \| \| \| \| \| \| \| \| \| \| \| \| 15. María Josefa Pimentel, XV condesa de Benavente \| \| \| \| \| \| \| \| \| \| \| \| \| \| \| \| \| \| \| \| \| \| \| \| \| \| \| \| \| \| \| \| \| \| \| \| \| \| \| \| \| \| \| \| \| \| \| \| \| \| \| \| \| \| 31. María Faustina Téllez-Girón y Guzmán \| \| \| \| \| \| \| \| \| \| \| \| \| \| \| \| \| \| \| \| \| \| \| \| \| \| \| \| \| \| \| \| \| \| \| \| \| \| \| \| \| \| \| \| \| \| \| \| \| \| \| \| |                                                                      |  |  |  |  |  |  |  |  |  |  |  |  |  |  |  |
| |                                                                      |  |  |  |  |  |  |  |  |  |  |  |  |  |  |  |
| | 16. Fadrique Vicente de Toledo Osorio, IX marqués de Villafranca     |  |  |  |  |  |  |  |  |  |  |  |  |  |  |  |
| |                                                                      |  |  |  |  |  |  |  |  |  |  |  |  |  |  |  |
| |                                                                      |  |  |  |  |  |  |  |  |  |  |  |  |  |  |  |
| | 8. Antonio Álvarez de Toledo Osorio, X marqués de Villafranca        |  |  |  |  |  |  |  |  |  |  |  |  |  |  |  |
| |                                                                      |  |  |  |  |  |  |  |  |  |  |  |  |  |  |  |
| |                                                                      |  |  |  |  |  |  |  |  |  |  |  |  |  |  |  |
| | 17. Juana Pérez de Guzmán y Silva                                    |  |  |  |  |  |  |  |  |  |  |  |  |  |  |  |
| |                                                                      |  |  |  |  |  |  |  |  |  |  |  |  |  |  |  |
| |                                                                      |  |  |  |  |  |  |  |  |  |  |  |  |  |  |  |
| | 4. Francisco de Borja Álvarez de Toledo, XII marqués de Villafranca  |  |  |  |  |  |  |  |  |  |  |  |  |  |  |  |
| |                                                                      |  |  |  |  |  |  |  |  |  |  |  |  |  |  |  |
| |                                                                      |  |  |  |  |  |  |  |  |  |  |  |  |  |  |  |
| | 18. Francisco Gonzaga, I duque de Solferino                          |  |  |  |  |  |  |  |  |  |  |  |  |  |  |  |
| |                                                                      |  |  |  |  |  |  |  |  |  |  |  |  |  |  |  |
| |                                                                      |  |  |  |  |  |  |  |  |  |  |  |  |  |  |  |
| | 9. María Antonia Gonzaga y Caracciolo                                |  |  |  |  |  |  |  |  |  |  |  |  |  |  |  |
| |                                                                      |  |  |  |  |  |  |  |  |  |  |  |  |  |  |  |
| |                                                                      |  |  |  |  |  |  |  |  |  |  |  |  |  |  |  |
| | 19. Julia Caracciolo                                                 |  |  |  |  |  |  |  |  |  |  |  |  |  |  |  |
| |                                                                      |  |  |  |  |  |  |  |  |  |  |  |  |  |  |  |
| |                                                                      |  |  |  |  |  |  |  |  |  |  |  |  |  |  |  |
| | 2. Pedro de Alcántara Álvarez de Toledo, XIII marqués de Villafranca |  |  |  |  |  |  |  |  |  |  |  |  |  |  |  |
| |                                                                      |  |  |  |  |  |  |  |  |  |  |  |  |  |  |  |
| |                                                                      |  |  |  |  |  |  |  |  |  |  |  |  |  |  |  |
| | 20. Joaquín Antonio de Palafox, VI marqués de Ariza                  |  |  |  |  |  |  |  |  |  |  |  |  |  |  |  |
| |                                                                      |  |  |  |  |  |  |  |  |  |  |  |  |  |  |  |
| |                                                                      |  |  |  |  |  |  |  |  |  |  |  |  |  |  |  |
| | 10. Felipe de Palafox y Croy                                         |  |  |  |  |  |  |  |  |  |  |  |  |  |  |  |
| |                                                                      |  |  |  |  |  |  |  |  |  |  |  |  |  |  |  |
| |                                                                      |  |  |  |  |  |  |  |  |  |  |  |  |  |  |  |
| | 21. Princesa Mariana Carlota de Croy                                 |  |  |  |  |  |  |  |  |  |  |  |  |  |  |  |
| |                                                                      |  |  |  |  |  |  |  |  |  |  |  |  |  |  |  |
| |                                                                      |  |  |  |  |  |  |  |  |  |  |  |  |  |  |  |
| | 5. María Tomasa Palafox y Portocarrero                               |  |  |  |  |  |  |  |  |  |  |  |  |  |  |  |
| |                                                                      |  |  |  |  |  |  |  |  |  |  |  |  |  |  |  |
| |                                                                      |  |  |  |  |  |  |  |  |  |  |  |  |  |  |  |
| | 22. Cristóbal Portocarrero, VI marqués de Valderrábano               |  |  |  |  |  |  |  |  |  |  |  |  |  |  |  |
| |                                                                      |  |  |  |  |  |  |  |  |  |  |  |  |  |  |  |
| |                                                                      |  |  |  |  |  |  |  |  |  |  |  |  |  |  |  |
| | 11. María Francisca de Sales Portocarrero, VI condesa de Montijo     |  |  |  |  |  |  |  |  |  |  |  |  |  |  |  |
| |                                                                      |  |  |  |  |  |  |  |  |  |  |  |  |  |  |  |
| |                                                                      |  |  |  |  |  |  |  |  |  |  |  |  |  |  |  |
| | 23. María Josefa López de Zúñiga y Pacheco                           |  |  |  |  |  |  |  |  |  |  |  |  |  |  |  |
| |                                                                      |  |  |  |  |  |  |  |  |  |  |  |  |  |  |  |
| |                                                                      |  |  |  |  |  |  |  |  |  |  |  |  |  |  |  |
| | 1. José Álvarez de Toledo, XVIII duque de Medina Sidonia             |  |  |  |  |  |  |  |  |  |  |  |  |  |  |  |
| |                                                                      |  |  |  |  |  |  |  |  |  |  |  |  |  |  |  |
| |                                                                      |  |  |  |  |  |  |  |  |  |  |  |  |  |  |  |
| | 24. Pedro de Silva Bazán, VIII marqués de Santa Cruz                 |  |  |  |  |  |  |  |  |  |  |  |  |  |  |  |
| |                                                                      |  |  |  |  |  |  |  |  |  |  |  |  |  |  |  |
| |                                                                      |  |  |  |  |  |  |  |  |  |  |  |  |  |  |  |
| | 12. José Joaquín de Silva Bazán, IX marqués de Santa Cruz            |  |  |  |  |  |  |  |  |  |  |  |  |  |  |  |
| |                                                                      |  |  |  |  |  |  |  |  |  |  |  |  |  |  |  |
| |                                                                      |  |  |  |  |  |  |  |  |  |  |  |  |  |  |  |
| | 25. María Cayetana Sarmiento, VI condesa de Pie de Concha            |  |  |  |  |  |  |  |  |  |  |  |  |  |  |  |
| |                                                                      |  |  |  |  |  |  |  |  |  |  |  |  |  |  |  |
| |                                                                      |  |  |  |  |  |  |  |  |  |  |  |  |  |  |  |
| | 6. José Gabriel de Silva Bazán, X marqués de Santa Cruz              |  |  |  |  |  |  |  |  |  |  |  |  |  |  |  |
| |                                                                      |  |  |  |  |  |  |  |  |  |  |  |  |  |  |  |
| |                                                                      |  |  |  |  |  |  |  |  |  |  |  |  |  |  |  |
| | 26. Conde Manuel Filiberto de Waldstein                              |  |  |  |  |  |  |  |  |  |  |  |  |  |  |  |
| |                                                                      |  |  |  |  |  |  |  |  |  |  |  |  |  |  |  |
| |                                                                      |  |  |  |  |  |  |  |  |  |  |  |  |  |  |  |
| | 13. Condesa Mariana de Waldstein                                     |  |  |  |  |  |  |  |  |  |  |  |  |  |  |  |
| |                                                                      |  |  |  |  |  |  |  |  |  |  |  |  |  |  |  |
| |                                                                      |  |  |  |  |  |  |  |  |  |  |  |  |  |  |  |
| | 27. Princesa Mariana Teresa de Liechtenstein                         |  |  |  |  |  |  |  |  |  |  |  |  |  |  |  |
| |                                                                      |  |  |  |  |  |  |  |  |  |  |  |  |  |  |  |
| |                                                                      |  |  |  |  |  |  |  |  |  |  |  |  |  |  |  |
| | 3. Joaquina de Silva y Téllez-Girón                                  |  |  |  |  |  |  |  |  |  |  |  |  |  |  |  |
| |                                                                      |  |  |  |  |  |  |  |  |  |  |  |  |  |  |  |
| |                                                                      |  |  |  |  |  |  |  |  |  |  |  |  |  |  |  |
| | 28. Pedro Zoilo Téllez-Girón, VIII duque de Osuna                    |  |  |  |  |  |  |  |  |  |  |  |  |  |  |  |
| |                                                                      |  |  |  |  |  |  |  |  |  |  |  |  |  |  |  |
| |                                                                      |  |  |  |  |  |  |  |  |  |  |  |  |  |  |  |
| | 14. Pedro de Alcántara Téllez-Girón, IX duque de Osuna               |  |  |  |  |  |  |  |  |  |  |  |  |  |  |  |
| |                                                                      |  |  |  |  |  |  |  |  |  |  |  |  |  |  |  |
| |                                                                      |  |  |  |  |  |  |  |  |  |  |  |  |  |  |  |
| | 29. María Vicenta Pacheco Téllez-Girón                               |  |  |  |  |  |  |  |  |  |  |  |  |  |  |  |
| |                                                                      |  |  |  |  |  |  |  |  |  |  |  |  |  |  |  |
| |                                                                      |  |  |  |  |  |  |  |  |  |  |  |  |  |  |  |
| | 7. Joaquina Téllez-Girón, II condesa de Osilo                        |  |  |  |  |  |  |  |  |  |  |  |  |  |  |  |
| |                                                                      |  |  |  |  |  |  |  |  |  |  |  |  |  |  |  |
| |                                                                      |  |  |  |  |  |  |  |  |  |  |  |  |  |  |  |
| | 30. Francisco Pimentel, XIV conde de Benavente                       |  |  |  |  |  |  |  |  |  |  |  |  |  |  |  |
| |                                                                      |  |  |  |  |  |  |  |  |  |  |  |  |  |  |  |
| |                                                                      |  |  |  |  |  |  |  |  |  |  |  |  |  |  |  |
| | 15. María Josefa Pimentel, XV condesa de Benavente                   |  |  |  |  |  |  |  |  |  |  |  |  |  |  |  |
| |                                                                      |  |  |  |  |  |  |  |  |  |  |  |  |  |  |  |
| |                                                                      |  |  |  |  |  |  |  |  |  |  |  |  |  |  |  |
| | 31. María Faustina Téllez-Girón y Guzmán                             |  |  |  |  |  |  |  |  |  |  |  |  |  |  |  |
| |                                                                      |  |  |  |  |  |  |  |  |  |  |  |  |  |  |  |
| |                                                                      |  |  |  |  |  |  |  |  |  |  |  |  |  |  |  |

## Títulos, honores y condecoraciones

### Tratamientos
- 14 de agosto de 1820 - 8 de abril de 1864: excelentísimo señor duque de Fernandina, conde de Niebla.
- 8 de abril de 1864 - 3 de diciembre de 1868: excelentísimo señor duque de Fernandina, marqués de los Vélez.
- 3 de diciembre de 1868 - 15 de febrero de 1900: excelentísimo señor duque de Medina Sidonia.

### Títulos nobiliarios
Españoles
- XVIII duque de Medina Sidonia, grande de España.
- XIV marqués de Villafranca del Bierzo, grande de España.
- XIV marqués de los Vélez, grande de España.

Italianos (hasta 1871, del reino de las Dos Sicilias)
- XII duque de Fernandina.
- XV duque de Montalto.
- XI príncipe de Montalbán
- conde de Collesano
- conde de Adernò
- XVI «conde» [señor] de Caltavuturo
- Señor de Petralia Sottana y Soprana

### Distinciones y condecoraciones
Españolas
- Caballero de la Orden del Toisón de Oro (14 de julio de 1890).[49]

- Caballero del collar de la Orden de Carlos III (13 de agosto de 1883; caballero gran cruz desde el 10 de diciembre de 1867).[50]

- Clavero de la Orden de Calatrava (24 de marzo de 1890; caballero de la orden desde 1857).[51][12]

- Cruz de la Orden de la Beneficencia.

- Caballero de la Real Maestranza de Caballería de Sevilla.

- Gentilhombre de cámara con ejercicio y servidumbre.

Extranjeras
- Gran Cruz de la Orden de Nuestra Señora de la Concepción de Villaviciosa de Portugal (1883).

- Gran cruz de la Orden de San Alejandro Nevski de Rusia (1883).[45]

- Gran cruz de la Orden del Príncipe Danilo I de Montenegro.

- Gran Cruz de la Orden de Takovo de Serbia.

- Gran Cruz de la Orden del Elefante Blanco de Siam.